# Сове
Сове или ноћне грабљивице (лат. Strigiformes) представљају ред углавном усамљених птица грабљивица у који се данас убраја око 250 врста. Лове плен углавном ноћу у чему им помаже претежно сива боја и скоро нечујан лет. Деле се у две савремене фамилије праве сове (Strigidae) и кукувије (Tytonidae). Углавном се хране ситним сисарима, птицама и инсектима, а поједине врсте се хране и рибом. Живе на свим континентима осим на Антарктику, великом делу Гренланда и појединим острвима.

## Опис
Сове карактерише оштар кљун, већ од корена снажно повијен према доле, који им служи за кидање плена, док су канџе дуге, јако савијене и врло шиљасте, а користе их као оружје за убијање и дохватање плена. Спољни од три предња прста на ногама је удешен да се може кретати као обртни прст, што је свакако од користи за дохватање малих, хитрих мишева, али служи и за добро обухватање гране, као и за седеће и пентрање по дрвећу. Поред тога, имају прецизан слух и вид, који им омогућавају да и при најмањој светлости током ноћи успешно лове. Висина им је 10–70 cm. Тело им је збијено а глава, у поређењу са другим птицама, упадљиво велика и округла. Имају упадљив пернати оквир око очију, који се назива фацијални диск.

### Очи
Има крупне, избуљене и округле очи на предњој страни главе које јој омогућавају да добро процени удаљеност и брзину плена. Очи сове су непокретне, као и у већине птица, те мора да окреће главу да би преусмерила поглед. Главу може да окрене и до 180°, док се за неке врсте тврди да могу и до 270°.
Очи сове су велике, рожњача је полулоптасто испупчена и велико сочиво је са обе стране повијено, те птица може слабу и расуту светлост додатно да прикупи. Оба ока су из бочног положаја померена ка напред, чиме је онемогућено да се један предмет фиксира са оба ока као код очију човека. Тиме се, иако сужава видокруг, појачава оштрина вида и повећава осећање дубине, а с тиме су у вези и опажања облика и оцена даљине. Тако сова, чак и у мрачној ноћи, примећује и најмање мишеве и баца се на њих, вођена својим сигурним оком. Сова нема мрежњаче по бочним површинама ока, већ се ова налази само на задњем зиду — у делу најоштријег вида. Поред тога, ова птица има много више видних штапића него видних чепова, за разлику од дневних птица, код којих је ситуација обрнута. С обзиром да штапићи служе за разликовање степена осетљивости, а чепићи за разликовање боја, гледање боја ноћу губи значај, па су се зато чепићи у очима ове сове еволуционо бројно смањили, док се број штапића повећао, а они сами јако издужили и тако постали осетљивији. Сходно овоме, дневна светлост често шкоди сови, па она стално затвара очи жмиркајући. Осим тога, да би се заштитило, око је осенчено венцем покретљивог перја које га обмотава као вео.

### Слух
Док друге птице имају, по правилу, мале округле слушне отворе, код сове су ти отвори вертикално издужени и готово дуги скоро колико и сама глава. Међутим, слушни отвори јој нису смештени симетрично, већ је десни је мало изнад левог. Та асиметрија је од врсте до врсте мање или више изражена, али постоји код свих. Осим тога, многе сове имају упадљив „вео” око очију од паперјастог венца који усмерава звук према ушима. Заједно са пернатим ушима, тај вео јој служи за показивање расположења и често је упадљиве боје. Улогу слушних шкољки играју кратка и тврда пера која су смештена испред и иза слушног отвора и помажу при одређивању смера звука. Из истог разлога, сова има ширу лобању него већина птица. Због ове ширине, звук који долази са једне стране до једног ува, долази делић секунде касније до другог ува, што такође помаже у лоцирању предајника звука.
Изнад слушног канала издиже се напред један полумесечасти кожни набор, који је китом перја још више издигнут. Он може да се усправи и положи, тако да сова може да отклони набор и свуд око њега од покретљивог перја направи својеврсни левак, стварајући тако одличан пријемник за звук, што јој омогућава да цијук миша чује и на удаљености од 50 метара, чак и за време лета, кад су мишеви скоро нечујни.

### Лет
Лет без шума је такође у вези са ноћним животом. Совино перје је јако меко, рашчешљано, еластично и повија се под најмањим притиском ваздуха. На предњем делу крила та рашчешљаност је толико велика да поменута пера имају тестераст облик. Код сове су и ноге обрасле густо ројтастим перјем, тако да ни на том делу тела не може да се јави оштар шум.
Као и код свих добрих летача, и код сове је крило дугачко, ка врху постепено сужено, знатно је широко и издубљено у виду корита. Нарочита творевина коју треба истаћи је чекињасто перје, које је израсло свуд око основе кљуна. Како је ово перје при дну стабла обложено великим бројем тактилних телашца, оно служи као орган за пипање.

## Понашање
Већина сова је активно ноћу, када лове плен. Неке сове, међутим, лове у сумрак или у зору, међу којима и ритска сова (лат. Asio flammeus). Са друге стране, дан обично проводе одмарајући на гранама дрвећа, на зидовима или стенама, где су добро камуфлиране. Боја перја сова варира од црне, сиве, мрке, преко рђастожуте и рђастомрке до крем, беличасте или беле, а све у зависности од станишта у којима одређена врста живи, а тело је прошарано мрљама, цртама, пругама, таласима или цик-цак линијама. Боје и шаре представљају „заштитну одећу”, јер када рецимо кукувија током дана седи шћућурена на неком зиду, врло тешко се да приметити, док се сове које живе по дрвећу често веома јасно слажу са бојом коре. Уз то, оне заузимају чудне положаје па понекад више личе на чвор на грани или шта друго, само не на птицу.

## Исхрана
Сова се при лову најчешће ослања на неопаженост у мраку ефекат изненађења. Неопаженост стичу углавном захваљујући боји свог перја, због којег су под одређеним условима скоро невидљиве. Узрок неопажености је и унутрашња „заставица” летних пера која је свиленкаста или вунаста, те им омогућава скоро нечујно летење. Једини изузетак су врсте које су специјализоване за лов на рибу и патуљасте сове.
Углавном се храни малим кичмењацима, првенствено глодарима, који су такође ноћне животиње, те тиме чине велику корист за човека. Када ухвати плен, сова га растргне оштрим кљуном или канџама пре него што га поједе, осим у случајевима када је плен мали па га може појести целог. Варење код сове се врши врло брзо, захваљујући богатом лучењу јаких, растварајућих сокова, тако да се канал за варење врло брзо растерећује.. Након варења хране, сова избацује гвалице, односно повраћа несварљиве остатке плена попут костију, крљушти и перја које сажима у компактну куглицу округлог или издуженог облика. Гвалице се често избацују на регуларним местима на којима сова проводи време, па се често на тим местима могу наћи десетине куглица. Биолози често испитују ове куглице како би открили квантитет и тип плена којим се птица хранила.
Јаја сове су обично бела и облика скоро савршене сфере. Сова полаже од два до дванаест јаја, у зависности од врсте, сваких 1-3 дана. Јаја се не излегу сва у исто време, те разлика у величини излеглих младунаца може да буде велика. Сове не граде гнезда, него траже себи пригодно станиште на дрвету, подземним тунелима, на зградама, шталама или у пећинама.
Најмања сова је патуљаста сова, тешка око 31 g. Неке пигмејске сове су тек нешто веће. Највеће сове су буљине или велике ушаре и сове врсте Bubo blakistoni, које могу досећи дужину од 76,2 cm, распон крила од преко 2 m и тежину од скоро 4,5 kg.

## Еволуција сова
Филогенетска позиција сова је још увек неразјашњена. На пример, по таксономији Сибли-Алквист, на основу хибридизације ДНК-ДНК, сове су блискије фамилији помракуша и њиховим сродницима (Caprimulgiformes) него дневним грабљивицама (Falconiformes), што је за последицу имало сврставање помракуша у Strigidae заједно са совама. Ипак, кладистичка и молекуларна истраживања се са овим не слажу, већ указују на сродност редова грабљивица, док су помракуше сродније чиопама.
Постоји око 250 врсте сова, које су на основу молекуларних истраживања подељене у породице — типичне сове и кукувије. У породицу правих сова данас се убрајају 223 врсте које су даље подељене у 25 родова, док су кукувије сачињене од два рода — Tyto и Phodilus који имају 25, односно 2 врсте. Постоје фосилни остаци сова које не припадају ниједној од наведених фамилија, а које се од данашњих сова разликују мањом или другачијом специјализацијом за лов (попут приземних сова, Sophiornithidae). Род сова Ogygoptynx из раног палеоцена (пре 50 милиона година) се може узети као доказ да су сове постојале као засебна линија у време изумирања већине диносауруса, што их чини једном од најстаријих група копнених птица изван групе Galloanserae. Наводна „сова из доба Креде” (Bradycneme) је заправо диносаурус несродан птицама, вероватно елоптерикс (Elopteryx).
Током палеогена, дешавало се ширење реда Strigiformes у еколошке нише већ насељене другим облицима птица. У исто време су и савремени облици сова развили своје морфолошке и адаптивне карактеристике. До раног неогена, из овог реда су преостале само типичне сове и кукувије, представљене вероватно прецима данашњих родова. Специјација се десила тек након овог периода.
На граници између палеогена и неогена (пре око 25 милиона година), кукувије су биле доминантни тип сова барем у јужној Европи и суседним територијама Азије. Распрострањење фосилних и савремених линија сова указује на то, да је опадање бројности кукувија на територији Евроазије узроковано диференцијацијом и еволуцијом главних линија (родова и врста) у оквиру типичних сова. На подручју Америчких континената, разлог опадања бројности кукувија је експанзија имигрантних врста типичних сова.

## Систематика сова

### Фосилни базални родови и родови неодређене систематске позиције
- (касни палеоцен, Француска) — базални род или у оквиру фамилије
- (средњи до касни еоцен западне и континенталне Европе) — засебна фамилија Palaeoglaucidae, или у оквиру
- (касни еоцен/рани олигоцен, Француска) —  или
- (касни еоцен/рани олигоцен, Француска) —  или
- (касни олигоцен или рани миоцен, западна и континентална Европа) — укључује
- (рани/средњи и можда касни миоцен, континентална Европа) — укључује
- (средњи миоцен, Француска)
- (рани олигоцен, Вајомин, САД: Olson 1985[9])

### фамилија
- род  (средњи/касни палеоцен, Колорадо, САД)

- род  (рани еоцен западних и континенталних делова САД и Енглеске, средњи еоцен зап. и кон. делова САД)
- род  (средњи до касни еоцен зап. делова САД) — раније познат под називом Protostrix, укључује врсте , , и

- род

### Праве сове, фамилија
- род  — 65 врста
- род  — палау сова
- род  — кубанска вриштећа сова
- род  — белоглава сова; две врсте
- род  — буљина минданао
- род  — овај род укључује родове Nyctea, Ketupa и Scotopelia; око 25 врста
- род  — око 15 врста
- род  — 4 врсте
- род
- род
- род  — 3 врсте
- род  — јастребача
- род  — 30—35 врста
- род
- род  — патуљаста сова
- род  — 2—4 врсте (у зависности од тога да ли су укључени родови Speotyto и Heteroglaux)
- род  — 4 врсте
- род  — аустралазијске јастребаче; око 20 врста
- род  — папуанска јастребача
- род  — јамајканска сова и вероватно ишарана сова
- род  — 6—7 врста
- род  — страшљива сова
- род  — 3 врсте; изумрле (око 1850)
- род  — изумрла (око 1914)
- род  — 4 врсте (праисторијске)
- род  — карипске големе сове; 1—2 врсте (праисторијске)

- — фосилна сова (рани/средњи миоцен, Винтерсхоф, Немачка); можда сродна роду Ninox (Olson 1985)[9]
- — фосилна сова (касни миоцен)
- — фосилна сова (рани плиоцен, Одеса, Украјина)
- сова са Ибице, Strigidae gen. et sp. indet.; праисторијска (Sánchez Marco 2004[10])

### Кукувије, фамилија
- род  — типичне кукувије, усправне високе до 90 cm; око 15 врста и, вероватно, још једна у скорашње време изумрла врста
- род  — лучне сове, 1—2 врсте и, вероватно, још једна у скорашње време изумрла врста

фосилни родови
- (касни еоцен/рани олигоцен) — укључује
- (касни еоцен/рани олигоцен до касног миоцена) — укључује  и
- (касни еоцен/рани олигоцен) — укључује
- (вероватно рани олигоцен до раног миоцена)

## Утицај на културу
У многим деловима света, сове су повезиване са смрћу и несрећом, вероватно због њиховог ноћног живота и карактеристичног хучања. Међутим, у неким деловима света сове су биле повезиване са мудрошћу и успехом, често приказиване као божији љубимци.

### Африка
| m |

 У Старом Египту, лик сове се користио за означавање слова „м”. Овај хијероглиф је обично био цртан тако да би сова изгледала поломљених ногу „да грабљивица не би оживела”.
У Кенији, припадници племена Кикују су веровали да је сова знак смрти и да, ако човек види сову, неко ће умрети.

### Амерички континенти
Међу урођеницима америчких континената (нпр. у племену Хопи у САД), сове су често било надвијене велом табуа и повезиване са злом и вештичарењем. Попут пера орла, религијско поседовање пера сове је регулисано федералним законом.
Цивилизације Астека и Маја, као и други урођеници Средње Америке, су сову сматрали симболом смрти и уништења. Чак, астечки бог смрти, Миктлантекухтли, је обично приказиван у облику сове. На шпанском језику постоји изрека cuando el tecolote canta, el indio se muere („када сова запева, Индијанац умре”). Реч tecolote значи „сова” и користи се у неким деловима Мексика, иако је исправна реч за сову у шпанском језику buho.
Припадници племена Мохе у старом Перуу су обожавали сову и често је сликали у уметности.

### Азија
У јапанској култури, на сове се гледало као на негативне или позитивне појаве, у зависности од врсте сове. Понекад су представљале божанске гласнике, док су типичне и рогате сове представљале ђаволске симболе.
У индијској култури, бела сова се сматра љубимцем Лакшми, богиње богатства, и стога се сматра весником успеха. Ту сова, као симбол мудрости, представља и саставни део грба индијске Војне академије. У колоквијалној употреби, међутим, тај се симбол често користи да означи глупост.

### Европа
У грчкој митологији, сова и, нарочито, кукумавка, су обично повезиване са богињом Атином, богињом птицом, која се повезивала са мудрошћу, уметношћу и разним способностима и, последично, и сове су повезиване са мудрошћу. Незванично, сове представљају маскоту Менсе.
Римљани, поред тога што су наследили грчка веровања у вези са совама, су их повезивали и са смрћу. Због тога, сова је представљала лош знак.
Попут тога, у румунској култури, жалосни хук сове је значио предсказање смрти неког у близини. Такво сујеверје је проузроковало извесну узнемиреност када се сова појавила у седишту румунског председника, у палати Котроцени.
у Србији по народном предању сова, у неким крајевима Србије одређен род из породице Сова, је весник смрти и верује се да њено оглашавање непосредно изнад куће или на прозору предсказује скору смрт неког од укућанина, често изненадну. Касније се у покушају сузбијања овог сујеверја покушало са наметањем универзалне симболике сове као мудрости.
У Финској сова, парадоксално, представља и знак мудрости и знак глупости (вероватно због своје избуљености).
Већина војних обавештајних служби у свету има сову као своју маскоту тј. сова представља знак службе. И Војнообавештајна агенција МО Републике Србије (ВОА) има за основу у свом знаку сову.
- Протокоринтски арибал у облику сове, око 640 п. н. е, Грчка
- Атински новац, искован после 449. п. н. е. са ликом богиње Атине на предњој страни и представом сове на реверсу
- Римски мозаик са совом, Италика, Шпанија
- Тањир из Манисеса, око 1535. година. Тањир приказује сову са круном, што је било карактеристично за манисески дизајн током прве половине 16. века